# Microrhynchus virgianus
Microrhynchus virgianus är en plattmaskart. Microrhynchus virgianus ingår i släktet Microrhynchus och familjen Polycystidae. Inga underarter finns listade i Catalogue of Life.